# USS Brooke (FFG-1)
USS Brooke (FFG-1) – amerykańska fregata typu Brooke służąca w czasie zimnej wojny w United States Navy. W 1989 przekazany Pakistanowi, gdzie służył jako „Khaibar”. Zwrócony Stanom Zjednoczonym w 1993, złomowany 1994.

## Historia
Zamówienie na budowę pierwszej fregaty typu Brooke zostało złożone w stoczni Lockheed Shipbuilding and Construction Company 4 stycznia 1962. Stępkę okrętu pod budowę okrętu położono 19 grudnia 1962. Wodowanie nastąpiło 19 lipca 1963, wejście do służby 12 marca 1966. Po wejściu do służby służył we Flocie Pacyfiku Stanów Zjednoczonych. Początkowo nosił oznaczenie DEG-1, od 1975 po reformie klasyfikacji okrętów, oznaczenie zmieniono na FFG-1. Okręt został wycofany ze służby 16 września 1988. 1 lutego 1989 jednostkę przekazano Pakistanowi, gdzie służyła jako "Khaibar". 14 listopada 1993 została zwrócona Stanom Zjednoczonym, 29 marca 1994 sprzedana na złom.